# Oteruelo de la Vega
Oteruelo de la Vega es una pedanía perteneciente al Ayuntamiento de Soto de la Vega, en la vega del río Órbigo, provincia de León, comunidad autónoma de Castilla y León, en España. Está situado a unos 40 km de la capital de la provincia, a unos 7 km de La Bañeza, y se encuentra entre Vecilla de la Vega y Veguellina de Fondo. Cuenta con 57 habitantes censados
Su principal riqueza proviene del sector primario, en el que destaca la agricultura, que aprovecha su fértil vega para producir cultivos de regadío, fundamentalmente remolacha, maíz y cereales y, en menor grado, la ganadería también está presente.
El pueblo cuenta con una ermita, un bar, un campo de fútbol sala y una pista de frontón. Aquí se encuentra el depósito de agua potable que abastece a cinco de los siete núcleos del municipio. Las festividades del pueblo son el día de San Blas (3 de febrero) y Santo Toribio (16 de abril). Las fiestas de verano se suelen celebrar en la primera semana de agosto.

Actualmente el equipo del pueblo cuenta con un palmarés de:
-Oteruelo Cup 2025
Logrando ganar con 4 amigos, a todo un poderoso club como es el Posadilla FC en la final, con un gran ambiente en las instalaciones deportivas de Oteruelo.